# Jacques Pucheran
Jacques Pucheran (2 juin 1817 - 13 janvier 1895) est un zoologiste et ornithologue français. Il est le neveu du naturaliste Augustin Serres, fils de Marie Serres et Pierre Pucheran. Il est le petit-neveu d’Étienne Serres.
Il est conservateur au Muséum National d'Histoire Naturelle de Paris.
Il rédige (avec les naturalistes Jacques Bernard Hombron (1798-1852) et d'Honoré Jacquinot (1815-1887)) la partie consacrée à l'ornithologie dans le compte rendu de la dernière expédition commandée par Jules Dumont d'Urville (1790-1842) : Voyage au Pôle Sud et dans l'Océanie sur les corvettes L'Astrolabe et La Zélée (1841-1854).
Son nom est donné à plusieurs espèces d'oiseaux, comme le Géocoucou de Pucheran, le Grimpar de Pucheran, le Pic de Pucheran ou encore la Pintade de Pucheran.

## Source
- (en) Cet article est partiellement ou en totalité issu de l’article de Wikipédia en anglais intitulé « Jacques Pucheran » (voir la liste des auteurs).